# Montiggl
Montiggl (italienisch Monticolo) ist ein Dorf im Überetsch und eine Fraktion der Gemeinde Eppan in Südtirol (Italien) mit rund 100 Einwohnern.
Montiggl liegt im Zentrum einer mit Obst- und Weingärten belegten Wirtschaftsfläche im Montiggler Wald am Mitterberg.

## Geschichte
Historisch gehörte die Ortschaft zum ehemaligen Gericht Altenburg, doch führten die landwirtschaftlichen Nutzungsrechte seit dem 15. Jahrhundert immer wieder zu Konflikten zwischen den Großgemeinden Eppan und Kaltern. Montiggl wird bereits im sogenannten „Vigiliusbrief“, einer urkundlichen Aufzeichnung der Bischöfe von Trient aus dem 11. Jahrhundert, die auf Vorlagen noch aus dem 9. Jahrhundert fußt, als „Admonticlo“ genannt. Im Jahr 1337 sind mit Ullin, Peter und Adelheid auch Einwohner von „Muntikel“ namentlich genannt. Der ursprünglich romanische Name bedeutet „kleiner Berg, kleine Geländeerhebung“.

## Natur und Sehenswürdigkeiten
Nordöstlich der kleinen Ortschaft liegen zwei Badeseen – der Große und Kleine Montiggler See – inmitten eines Landschaftsschutzgebiets.
Bei Montiggl findet sich auch der Einstieg in das Fabiontal, auch Frühlingstal genannt, das besonders im Frühling, ab Mitte Februar, viele Wanderer anzieht, da es bereits zu diesem frühen Zeitpunkt in voller Blüte steht.
Baugeschichtlich beachtlich ist der im Ortskern gelegene Oberhabsberghof, dessen älteste Teile in die 1. Hälfte des 14. Jahrhunderts zurückreichen. Weitere drei Höfe (Obertissner, Untertissner, Unterer Pardeniger), das Montiggler Schlössl und die Kirche zu den Heiligen Drei Königen sind als Baudenkmäler ausgewiesen.

## Verkehrsanbindung
Montiggl ist über die Landesstraße 55 mit dem Gemeindehauptort St. Michael verbunden, zwecks Verkehrsberuhigung müssen Tagesgäste ihr Fahrzeug am großen Parkplatz 700 Meter nördlich des Dorfes abstellen. In den Sommermonaten verkehrt zwischen St. Michael und Montiggl ein Bus tagsüber im Halbstundentakt, im restlichen Jahr verkehrt der Citybus nur sporadisch. Parallel zur Landesstraße verläuft ein Fahrradweg. Über ein verzweigtes Netz von Forst- und Wanderwegen kann man -radelnd oder wandernd- die Ortschaften Girlan, Schreckbichl, Pfatten, Kaltern und Klughammer am Kalterer See erreichen; ein beliebtes Ziel für eine längere Tour ist die Burgruine Leuchtenburg.